# Agha (Titel)
Agha (türkische Schreibung: Ağa; zum Stamm aḳ, ‚weiß‘, gehörend und ursprünglich einen alten Menschen oder Greis bezeichnend) ist ein Titel türkischen Ursprungs.
Der Titel hat in den verschiedenen Turksprachen unterschiedliche Bedeutungen: Im Türkischen beispielsweise bedeutet es u. a. „älterer Bruder“ (wie im späteren Osmanischen) und im Jakutischen „Vater“. Weitere Bedeutungen wie „Onkel“, „Großvater“ und „ältere Schwester“ sind ebenfalls belegt. Die Mongolen verwendeten den Begriff als Ehrenbezeichnung im Sinne von „älterer Bruder“ oder „älteres Familienmitglied“.
In der osmanischen Sprache bedeutete Agha / اغا „Anführer“, „Herr“ oder „Grundbesitzer“. Agha war im Osmanischen Reich ein Titel für zivile und militärische Würdenträger. Im Militär bezeichnete er anfangs den Befehlshaber einer Waffengattung, etwa den Kommandeur der Janitscharen (Yeniçeri Ağası / يکيچرى اغاسی), oder der Artillerie (Topçu Ağa). Später bezeichnete Agha einen Hauptmann und zivile Beamte gleicher Rangstufe.
Der nächsthöhere Titel war Bey. Die Kommandeure der Janitscharen rangierten hingegen gleichauf mit den Paschas, weshalb ihnen zwei bis drei Rossschweife als Rangabzeichen zustanden. 
Der Titel wurde dem Namen hinten angestellt und war bis zum Anfang des 19. Jahrhunderts Anrede für alle, denen die Bezeichnung „Herr“ (bey oder efendi) nicht zustand. Heute wird er häufig für Großgrundbesitzer in der östlichen Türkei verwendet.
In der Türkei wurde der Titel im Jahr 1934 und in Ägypten 1953 abgeschafft.
Im heutigen Türkeitürkisch wird die Zusammensetzung ağabey, in der Regel verschliffen zu abi, mit der Bedeutung älterer Bruder verwendet und ist auch als Anrede unter Jugendlichen geläufig.
Im Persischen bedeutet Āghā (آغا, DMG Āġā) „Eunuch, Titel des Eunuchen“, wohingegen der ähnlich ausgesprochene Titel Āqā (آقا, DMG Āqā) in der Bedeutung „Herr, Meister, Hausherr, Wirt“ die normale, respektvolle Anredeform für Männer ist: Āqā-ye Hedāyat = Herr Hedāyat. In anderen semantischen Zusammenhängen werden beide Begriffe allerdings durchaus miteinander vermischt. (Zu Frauen sagt man Chānom.)